# La Couyère
La Couyère (bretonisch: Ar Gouer; Gallo: La Góyèrr) ist eine französische Gemeinde mit 447 Einwohnern (Stand: 1. Januar 2022) im Département Ille-et-Vilaine in der Region Bretagne. Sie gehört zum Arrondissement Redon und zum Kanton Bain-de-Bretagne. Die Einwohner werden Coverois genannt.

## Geografie
Die Gemeinde La Couyère liegt etwa 27 Kilometer südsüdöstlich von Rennes. Umgeben wird La Couyère von den Nachbargemeinden Janzé im Norden, Sainte-Colombe im Osten, Coësmes im Südosten, Thourie im Süden, Lalleu im Süden und Südwesten sowie Tresbœuf im Westen.

## Bevölkerung
| Jahr                       | 1962 | 1968 | 1975 | 1982 | 1990 | 1999 | 2006 | 2013 | 2020 |
| Einwohner                  | 487  | 472  | 437  | 383  | 360  | 350  | 453  | 508  | 453  |
| Quellen: Cassini und INSEE |      |      |      |      |      |      |      |      |      |

## Sehenswürdigkeiten
- Kirche Notre-Dame
- Schloss Le Plessix, 1724 erbaut, mit Park, Monument historique seit 1962

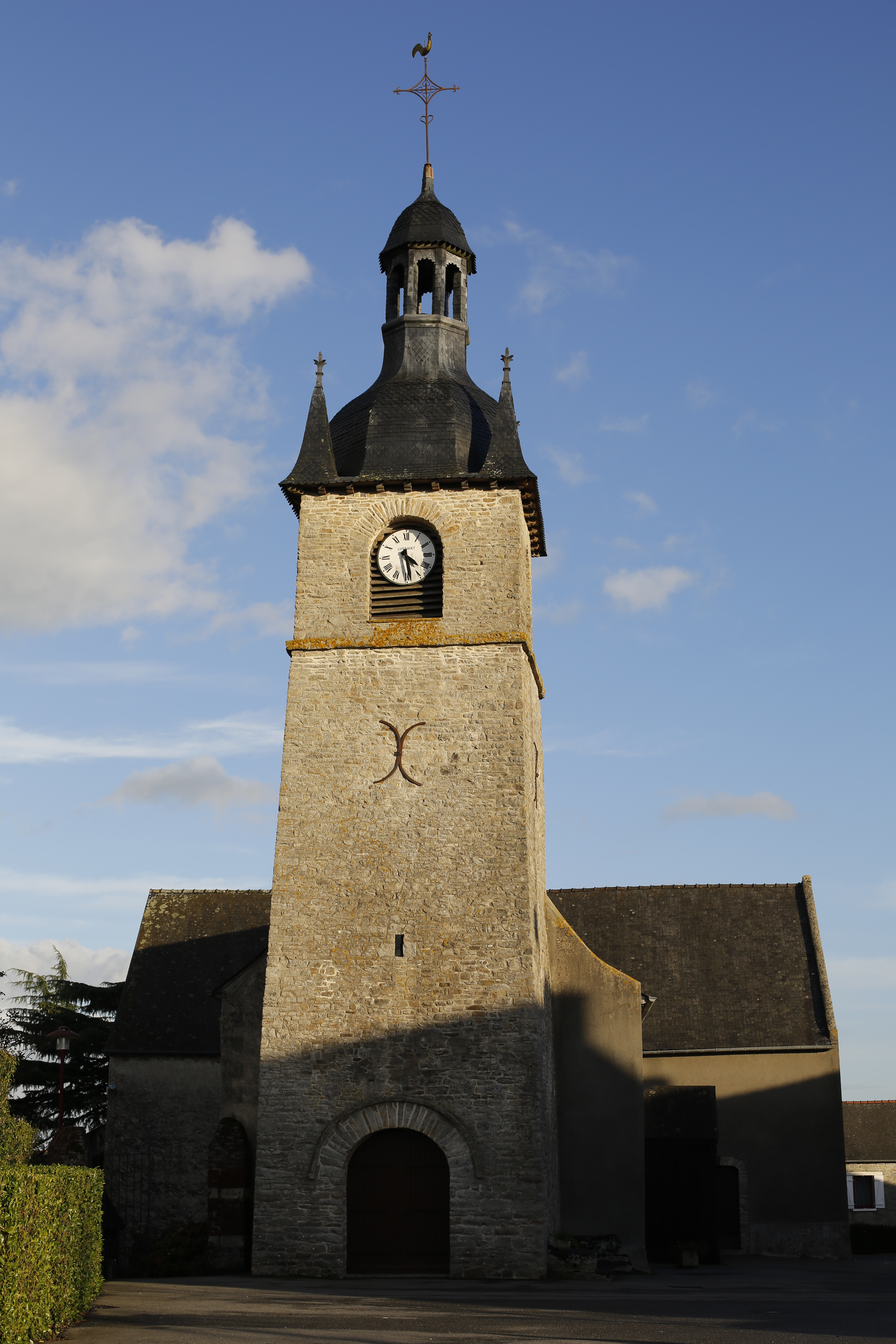
Kirche Notre-Dame
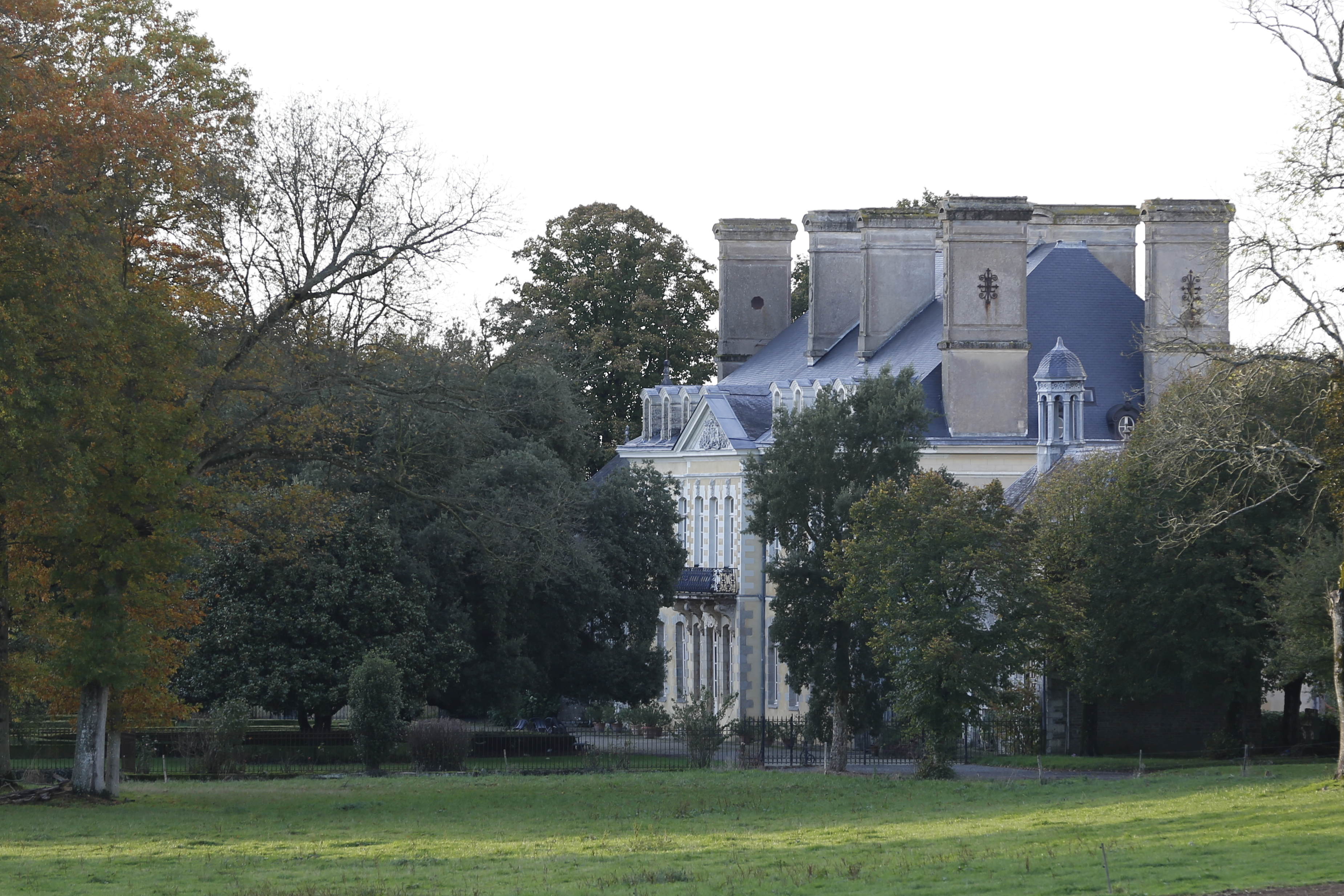
Schloss Le Plessix
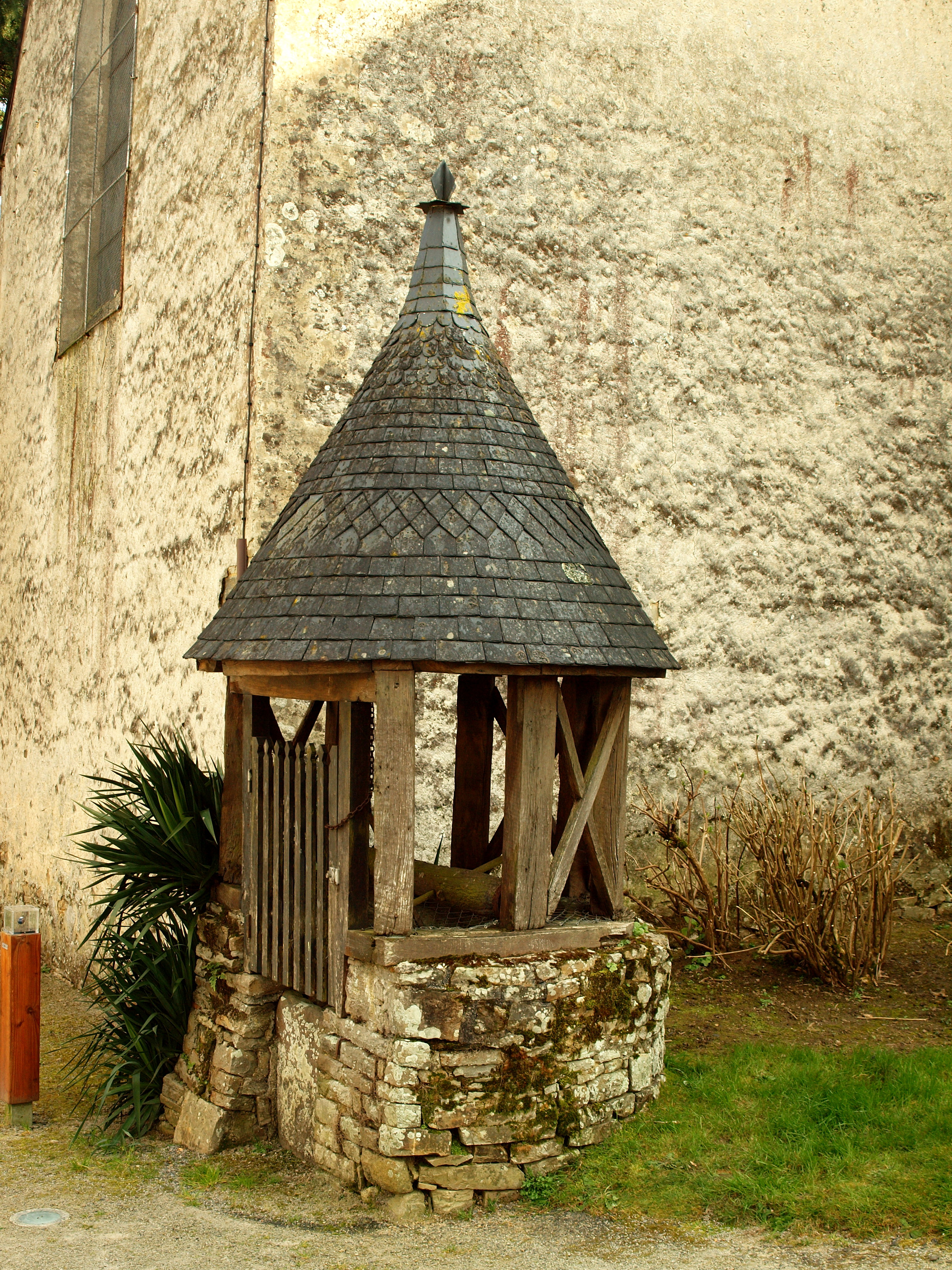
Brunnen
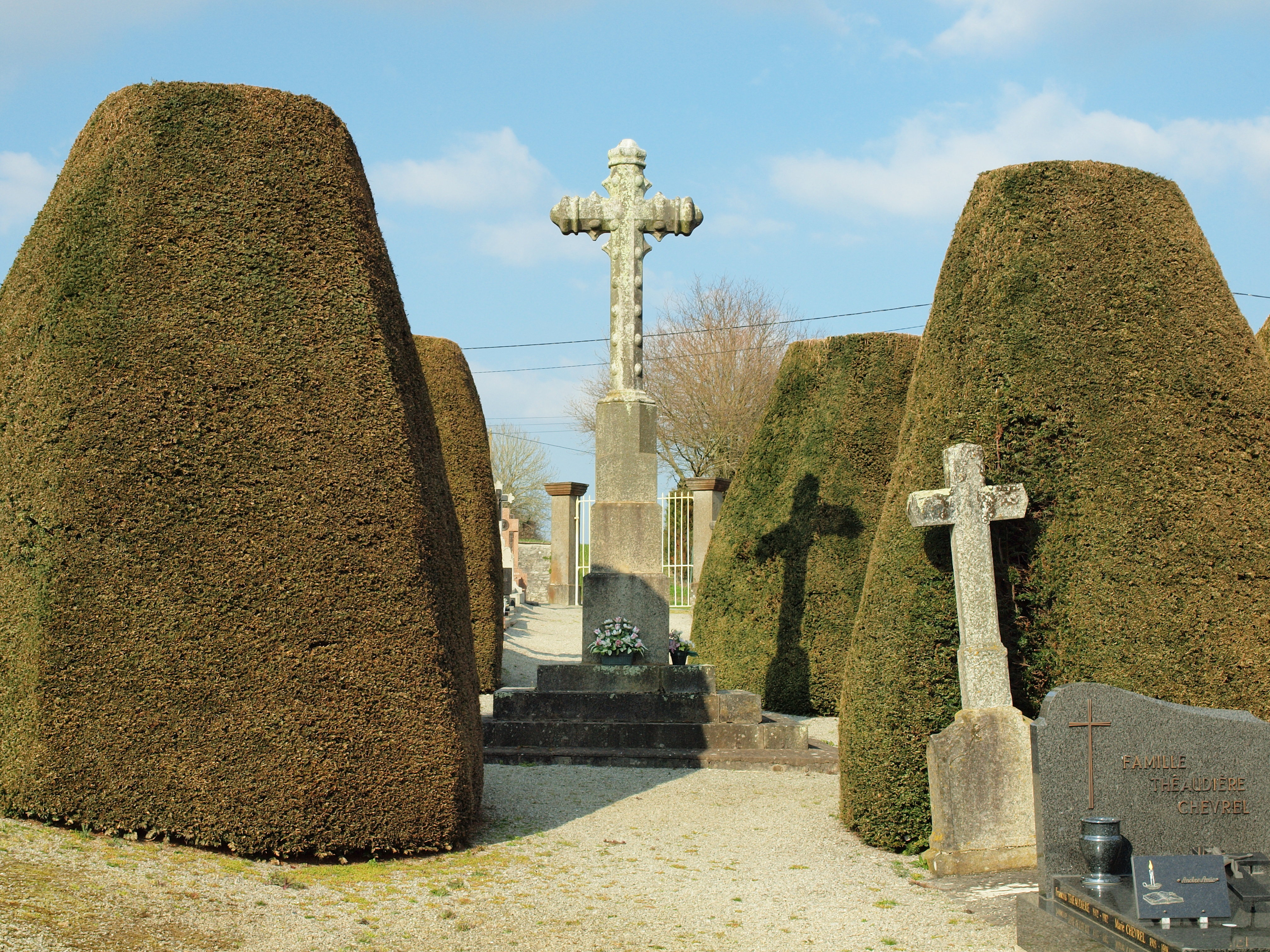
Friedhofskreuz
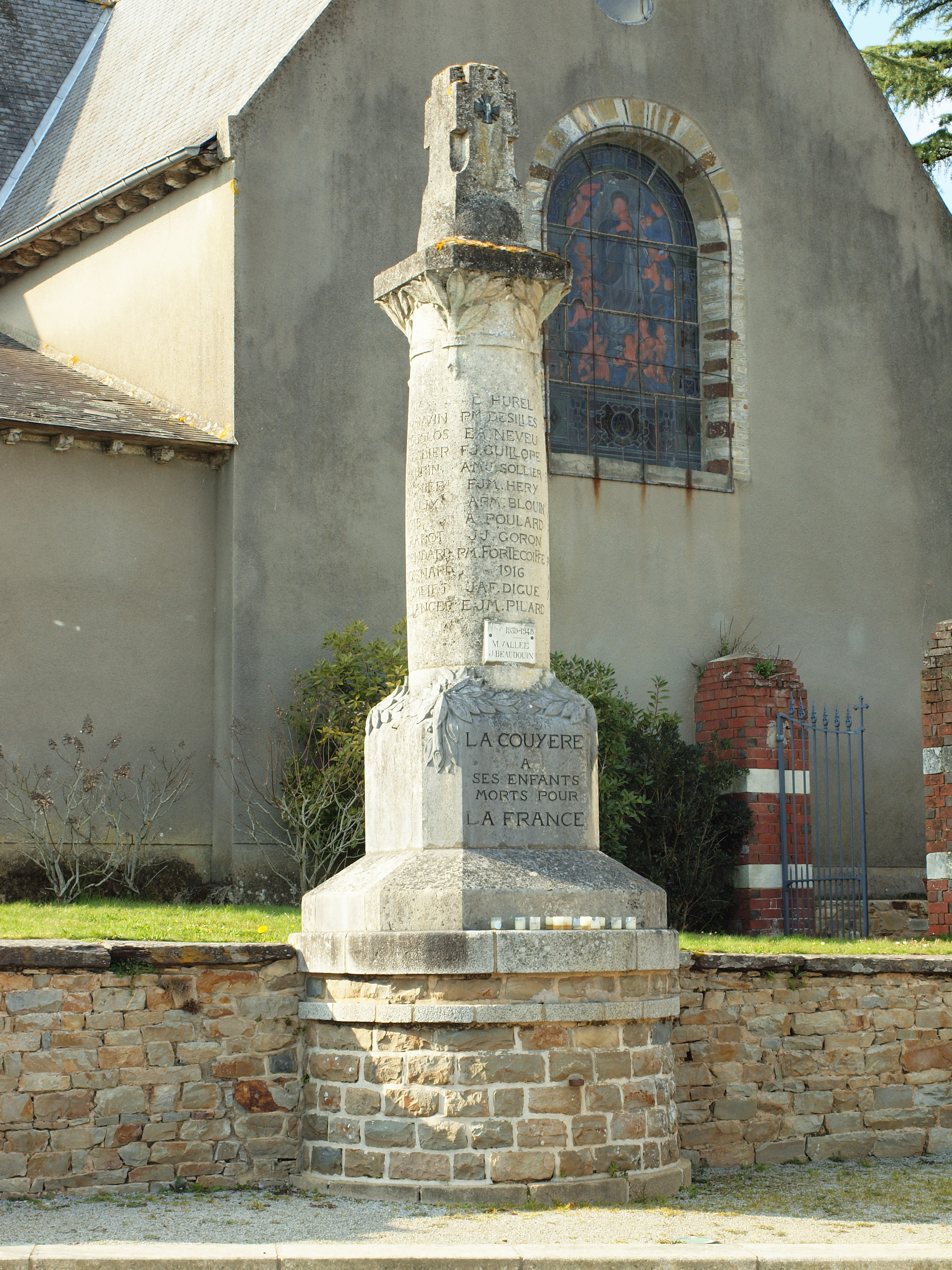
Gefallenendenkmal